# Klytaimnestra
Klytaimnestra  (eller Klytaimestra ) var kongedatter af Tyndareos og Leda. Hun er søster til den skønne Helena, der senere blev bortført af Paris, hvilket førte til den trojanske krig. Klytaimnestra var gift med Agamemnon, konge over det græske rige Mykene el. Argos, og bliver ifølge legenderne på en eller anden måde involveret i Agamemnons død.